# Concetto spaziale
Concetto spaziale (en català: concepte espacial) és el nom que rep una sèrie d'obres fetes per Lucio Fontana.
La sèrie d'obres concetto spaziale (1950-1968) és el punt més àlgid del desenvolupament sobre la teoria de l'Espacialisme en un esforç d'oblidar l'expressionisme mètric, com ho fa saber en el seu Manifesto Bianco de 1946, en el que volia l'abolició de l'espai irreal en la pintura substituint-lo per l'espai real. Aquesta sèrie d'obres va ser presentada a la IXa edició de la Triennale di Milano en 1951.
La tècnica que fa servir són xicotets talls, anomenats buchi, en uns llenços quasi monocromàtics. El fet de fer aquestos talls és una rebel·lió, ja que pretén expandir els límits a les quatre dimensions.